# Three Brothers (Chagos-Archipel)

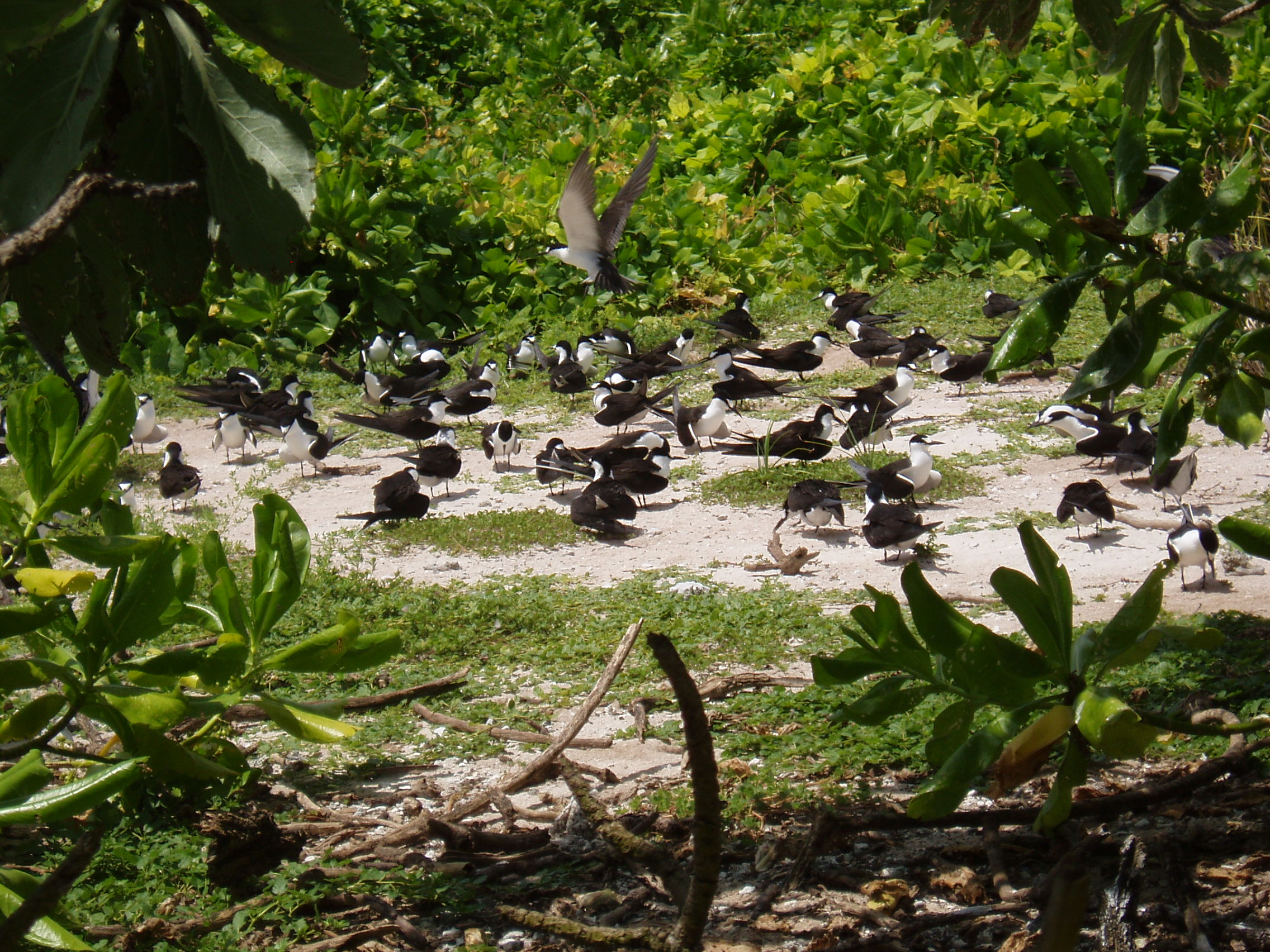
Seevögel auf South Brother Island

Three Brothers (auch Trois Frères, dt. „Drei Brüder“ genannt) ist eine kleine, unbewohnte Inselkette am westlichen Saumriff der Great Chagos Bank („Große Chagosbank“), welche die weltweit ausgedehnteste Atollstruktur aufweist. Sie gehört geographisch zum Chagos-Archipel und politisch zum Britischen Territorium im Indischen Ozean und erstreckt sich über eine Länge von 6,5 km in nordwest-südöstlicher Richtung. Nach einer Einigung im Oktober 2024 soll sie an Mauritius übergeben werden.
Die Inselgruppe liegt etwa 20 Kilometer östlich der Eagle Islands und besteht aus vier Inseln, von Nordwest nach Südost:
- North Brother oder Île du Nord (6 ha)
- Middle Brother oder Île du Milieu (8 ha)
- Resurgent Island (1 ha)
- South Brother oder Île du Sud (23 ha)

Zum Zeitpunkt der Namensgebung 1975 waren nur die drei größeren Inseln bekannt, die den Namen Three Brothers erhielten. Seitdem später die vierte Insel festgestellt wurde, wird die Inselkette Three Brothers and Resurgent Island genannt, da es unpassend schien, eine Inselgruppe von vier Inseln mit einem Namen zu bezeichnen, der das Zahlwort drei  enthält.